# Lesões de Olney
As lesões de Olney, também conhecidas como neurotoxicidade do antagonismo aos receptores NMDA, são uma forma potencial de danos cerebrais causado por altas doses de anestésicos dissociativos, particularmente àqueles referidos como bloqueadores dos canais de NMDA não-competitivos, como a ketamina, fenciclidina (PCP) e dextrometorfano.

## História
Em 1989, John W. Olney, et al. conduziu testes onde altas doses do dissociativo experimental MK-801 (Dizocilpina) foi injetado em ratos. Rapidamente após a dosagem os cérebros dos ratos foram examinados.
Evidencias a partir destes testes pareciam mostrar uma pós-dissociação o desenvolvimento de pequenos buracos, ou vacúolos, principalmente nas regiões do córtex cingulado posterior e córtex retroesplenial do cérebro. Esses vacúolos levaria a uma concentração de micróglia e proteína do choque térmico 70 (Hsp70), que formam lesões irreversíveis.
O pesquisador Richard N. Auer conduziu estudos similares para ver a correlação entre idade e sexo e o desenvolvimento de NAN (Neurotoxicidade dos Antagonistas dos receptores NMDA) em testes com ratos. Ratos mais velhos experimentaram uma maior taxa de mortalidade após o desenvolvimento da NAN. Ratos do sexo feminino, em todas as idades, tiveram uma alta incidência de neurônios necróticos como um resultado da NAN.
O óxido nitroso, um anestésico comum para humanos (especialmente em odontologia), também foi demonstrado que provocaria vacuolização em cérebros de ratos, mas não causaria lesões irreversíveis.
O dextrometorfano, um antitussivo comum frequentemente encontrados em remédios contra tosse, também já demonstrou vacuolização em cérebros de ratos. No entanto, a administração oral de dextrometorfano não causou vacuolização nos cérebros de ratos.
Ainda não foi provado que as lesões de Olney se manifestem em humanos. Não foram realizados ensaios para testar a validade de pós-dissociativas no desenvolvimento de vacuolização no tecido cerebral humano, e os críticos afirmam que a experimentação animal não é um preditor confiável dos efeitos de substâncias dissociativas nos seres humanos.

## Prevenção
Na medicina, os antagonistas dos receptores NMDA, são usados como anestésicos, assim como os agonistas do receptor GABA-A são usados efetivamente para alguma prevenção neurotoxicológica causada por eles. Drogas que agem na supressão da NAN incluem os anticolinérgicos, diazepam, barbitúricos e agonistas dos receptores alfa-2 adrenérgicos no cérebro, como a clonidina. Inversamente, a coadministração de antaginistas NMDA com antagonistas alfa-2, como a ioimbina, poderiam teoricamente potenciar a NAN.

## Controvérsias
William White, um pesquisador do dextrometorfano, concluiu que as lesões de Olney foram formadas em seres humanos, mas sua declaração foi retirada em 2004. Em 2003, Cliff Anderson, um pesquisador e crítico, escreveu um artigo que ilustrava que os testes conduzidos por Olney e Farber, não forneceram quaisquer provas concludentes do desenvolvimento das lesões em cérebros humanos após a exposição a dissociativos.